# Núria Peris Franquet
Núria Peris Franquet   (Mataró, 26 de juny de 1972) és una il·lustradora i dibuixant de còmic catalana, amb gran influència del manga. Ha treballat per a diverses editorials barcelonines, a més de la nord-americana Dark Horse Comics, i actualment per a Estudio Fénix, una empresa de serveis editorials de Barcelona.

## Biografia
Núria Peris va estudiar Belles arts a la Universitat de Barcelona, on es va llicenciar en 1996. Des de 1992 va combinar els seus estudis amb treballs com a dibuixant, entintadora i colorista a Estudio Fénix, on actualment és coordinadora del seu departament d'il·lustració per a col·leccions de croms i productes de marxandatge basats en llicències com a Dr. Slump o Mazinger Z.
En 1995 va publicar el seu primer còmic, Akuma, amb Camaleón Ediciones i sobre guions de Roque González, al que van seguir títols com El vuelo de Skuhm (Planeta DeAgostini), amb Ismael Ferrer, o Dragon Fall (Heliopolis).
En 1996 es va associar amb Roger Ibáñez per constituir el Studio Kishi No Hito.
En 2003, Dark Horse Comics va publicar als Estats Units una història curta titulada The Lost Lightsaber en el número 19 de Star Wars Tales, amb Núria Peris com a dibuixant, a la qual van seguir el one-shot Karas, co-publicat per Tatsunoko Production, i dos volums del còmic de ciència-ficció Gear School.
En 2009, l'editorial Grupo SM va publicar "Memòries de Idhún, el còmic: La Resistència - Búsqueda (1ª Parte)", el primer lliurament de l'adaptació al còmic de la novel·la Memòries d'Idhún de Laura Gallego García. L'adaptació porta 11 lliuraments publicats avui dia i està previst que es completi amb la lliura número 19, totes elles dibuixades i acolorides per Estudio Fénix, amb Núria Peris com a directora de l'equip artístic.

## Obra

### Historietística
- Memorias de Idhún #1-11 (Dark Horse Comics, 2009-2015)
- Cazadores de leyendas #1 (Estudio Fénix, 2011)
- Gear School #1-2 (Dark Horse Comics, 2007)
- Karas (Dark Horse Comics, 2005)
- M1M en Revista MVL #1-4 (Panini España, 2004-2005)
- Star Wars Tales #19 “The Lost Lightsaber” (Dark Horse Comics, 2004)
- Dragon Fall #0 (Editorial Heliópolis, 2002)
- Animortales en revista Hoy día (Norma Editorial, 2002)
- Telekids en revista Zapper #24-42 (Planeta DeAgostini, 2000-2001)
- Cómo dibujar monstruos (Martínez Roca, 1999). Libro. Ilustraciones.
- Penthouse Comix (Penthouse Int, 1998)
- El vuelo de Skuhm (Planeta DeAgostini, 1997)
- Clitorina (Grupo Zeta, 1997)
- Sukebe #1-2 (Camaleón Ediciones, 1996)
- Akuma (Camaleón Ediciones, 1995)

### D'il·lustració
- Enciclopedia de Idhún (Grupo SM, 2014). Llibre. Il·lustracions a color.
- El Mundo Perdido (Editorial Teide, 2008). Llibre. 14 il·lustracions a color.
- Japanese in mangaland (Editorial Teide, 2003-2006). Llibre. Il·lustració de coberta.
- Santa Justa Klan (Panini Espanya, 2006). Revista. Il·lustracions a color.
- El fantasma de Canterville i otros cuentos (Editorial Teide, 2006). Llibre. Il·lustracions a color.
- Disseny de mascota/icona per Globomedia (2006)
- Japonés en viñetas (Norma Editorial, 2004). Llibre. Il·lustració de coberta.
- Curso de dibujo manga (Salvat, 2004). Fascicles. Il·lustracions a color.
- Mundos de fantasía (Editorial Martínez Roca, 2004). Llibre. Il·lustracions en blanc i negre.
- L'arte del cómic erótico (Editorial Martínez Roca, 2003). Llibre. Il·lustracions en blanc i negre.
- You (Grupo Zeta, 2001-2002). Revista. Il·lustracions a color.
- Curso avanzado de manga (Editorial Martínez Roca, 2001). Llibre. Il·lustracions en blanc i negre.
- Como dibujar manga (Editorial Martínez Roca, 1998). Llibre. Il·lustracions en blanc i negre.